# 帕克斯頓 (內布拉斯加州)
帕克斯頓（英語：Paxton）是位於美國內布拉斯加州基斯縣的村。

## 人口
根據2020年美國人口普查的數據，帕克斯頓的面積為2.67平方千米，皆為陸地。當地共有人口516人，而人口密度為每平方千米193人。